# 柴田善臣
柴田 善臣（しばた よしとみ、1966年7月30日 - ）は、日本中央競馬会 (JRA) 美浦トレーニングセンター所属の騎手。
次男は騎手候補生として伊藤圭三厩舎・高橋祥泰厩舎・田島俊明厩舎を経て現在は金沢競馬の厩務員の柴田健登、三男はオートレース選手の柴田陸樹。元調教師の柴田政見、柴田政人、元騎手の柴田利秋は叔父（善臣の父が長兄）にあたり、元プロ野球選手（埼玉西武ライオンズ）の柴田博之は従兄弟（利秋の息子）にあたる。

## 来歴
1982年に競馬学校の第一期生として入学。競馬学校出身の現役騎手としては最古参。1985年に騎手免許を取得し、美浦の中野隆良厩舎所属でデビュー。初騎乗は同年3月9日の中山競馬第6競走のイズミサンエイで5着、初勝利は同年4月7日の中山競馬第3競走のイズミサンエイであった。同年は12勝を挙げ、民放競馬記者クラブ賞（新人騎手賞）を受賞している。1988年の中山牝馬ステークスで、ソウシンホウジュに騎乗し、重賞初制覇を果たす。この時は、主戦の柏崎正次が斤量50kgでの騎乗ができなかったため、代打で柴田が騎乗し、勝利を挙げた。
1993年、安田記念でヤマニンゼファーに騎乗し、GI初勝利を挙げた。この時期の前後から安定して勝利を重ね、関東の有力騎手として台頭。
2001年1月21日には中山第5競走の新馬戦においてティエッチコマンドに騎乗して1着となり、JRA通算1000勝を達成し、ワールドスーパージョッキーズシリーズも2度制覇（1999年、2003年）している。掲示板（5着以内）へ頻繁に入着する堅実な騎乗で3年連続JRAの関東リーディングジョッキー（2002年-2004年）に輝いている。また、夏の新潟・福島開催で好成績を残しており、なかでも2002年から2004年にかけて3年連続で新潟リーディングジョッキーに輝いているほか、2001年7月14日の新潟競馬第10競走「NiLS21ステークス」ではツジノワンダーに騎乗して当時の芝2000メートル日本レコードとなる1分56秒4を記録している。一方、2001年から2005年の間は中央GIを勝つことができなかった。
2005年3月、岡部幸雄の引退に伴い、かつては叔父の柴田政人も務めていた日本騎手クラブの会長に就任。2010年4月12日に東西役員総会の役員改選で後任の会長に武豊が選出され、同年9月15日付で会長を退任して相談役に就いた。
2006年は、高松宮記念で6年ぶりの中央GI制覇を果たした。その後、桜花賞、ヴィクトリアマイル、優駿牝馬、東京優駿といったクラシックの舞台で人気薄を好走させる。
2007年にマイネルスケルツィで京都金杯を勝利し、京都競馬場の重賞を初制覇する。
かねてより腰の不安が指摘されていたが、2009年1月4日の中山競馬で9年7か月ぶりの騎乗停止処分を受けたため、それを機会に休養し腰椎ヘルニアの手術を受けた。その後約1か月のリハビリに専念し、2月21日の東京競馬にて復帰、22日にはフェブラリーステークスでナンヨーヒルトップに騎乗した。
2010年には、宝塚記念をナカヤマフェスタで4年ぶりにGIを制覇した。またこれが右回りの競馬場での中央GIおよびグランプリ初勝利となった。その後、ラジオNIKKEI賞をアロマカフェで、七夕賞を11番人気のドモナラズで勝ち、3週連続重賞勝ちを記録した。
2011年12月17日には、中山第11競走のディセンバーステークスにおいてナカヤマナイトに騎乗して1着となり、史上6人目（現役では武豊、横山典弘に次ぐ3人目）となるJRA通算2000勝を1万6730戦目で達成した。
2012年11月11日にはエリザベス女王杯をレインボーダリアで制覇し、自身初となる牝馬GI及び京都競馬場でのGI競走優勝を果たした。
2018年03月31日に木幡初広が引退し、現役最年長騎手となる。　
2020年に小倉競馬場で行われた愛知杯をデンコウアンジュで勝利した。
2021年6月29日、農林水産省より農林水産大臣表彰を受賞した。
2021年8月8日、レパードステークスをメイショウムラクモで制した。これは、2023年9月に横山典弘（紫苑ステークス/モリアーナ騎乗）に更新されるまで、JRA最年長重賞勝利記録であった。
2022年（令和4年）春の褒章において黄綬褒章を受章。現役騎手では的場文男（特別区競馬組合・東京都騎手会、2020年（令和2年）秋）に続く2人目の受章で、JRA現役騎手の受章は初となる。
2022年11月5日、福島1Rをビルカールで勝利。56歳3ヶ月7日での勝利は岡部幸雄の56歳2ヶ月24日での勝利を上回るJRA騎手史上最年長勝利記録となった。同年11月20日、福島11R福島民友カップをベルダーイメルで勝利し、自身の持つJRA騎手最年長勝利記録を更新して以降、勝利のたびにJRA騎手最年長勝利記録を更新している。
2024年2月4日、東京12Rでニットウバジルに騎乗し、史上3人目となるJRA通算2万2000回騎乗を達成した。同年12月4日、コラム連載中の日刊スポーツ紙面で、左肩腱板断裂により治療のため手術を受けリハビリを含めて半年以上休養することを発表した。同年9月の中山開催から戦列復帰を予定している。

## 代表騎乗馬

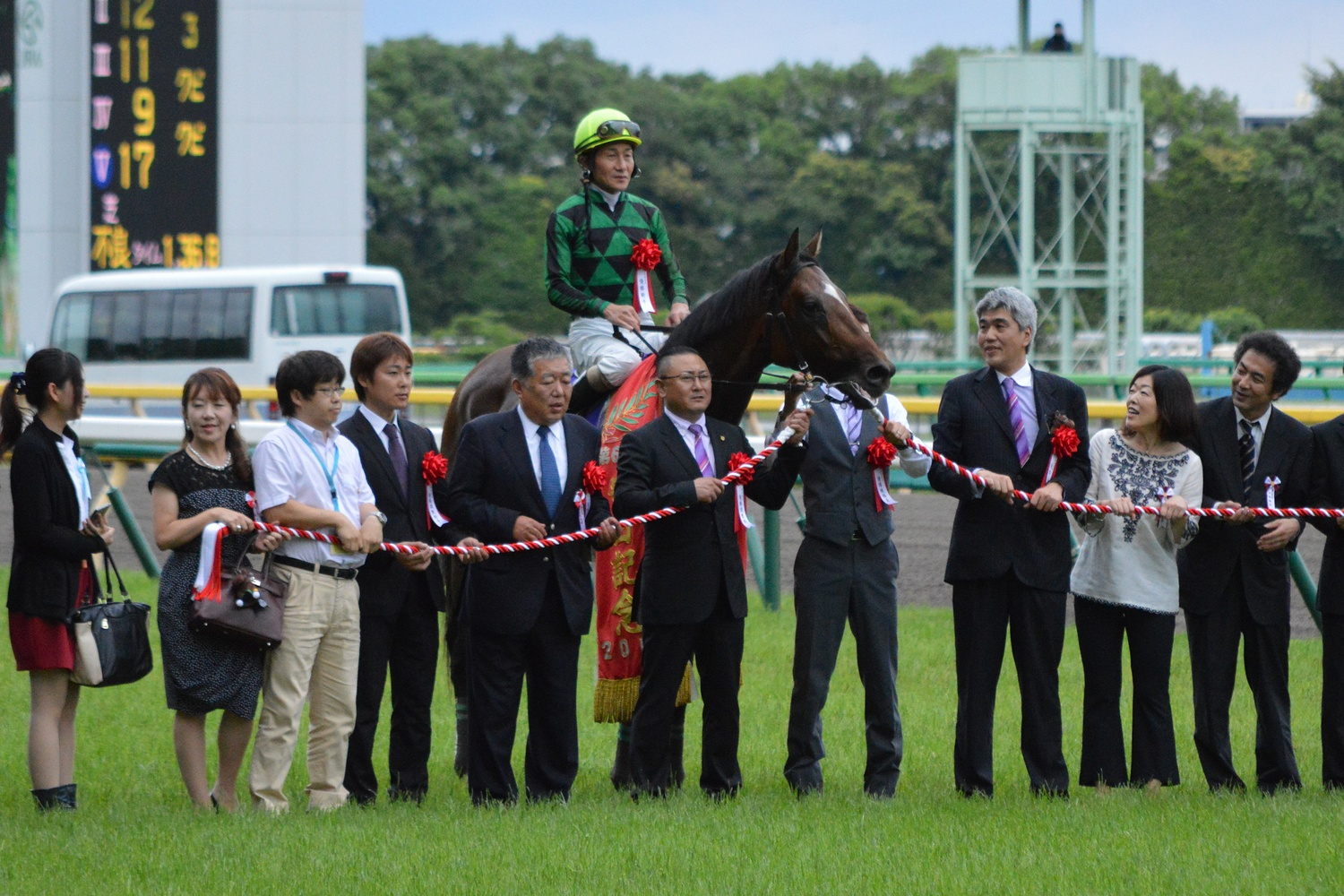
2014年の安田記念口取り式
（騎乗馬ジャスタウェイ）

ホクトヘリオス
柴田が初めて出会った名馬。今でも「ヘリオスに競馬を教わった」旨の発言をすることがある。古馬となってマイル路線に定着後に、柴田とのコンビが結成された。レースぶりは不器用そのもので、いつも後方から追い込む戦法であった。GIIまでは通用したがGIでは足りず、1着馬がゴール板に達する頃に大外から追い込んで掲示板に載る程度の成績であった。最後までGIを勝つことは無かったが、柴田とのコンビでは重賞3勝を挙げる。
ホクトビーナス
ホクトヘリオスの半妹で、兄と同じ中野隆良厩舎の管理馬。1989年のデビュー戦での勝利が、柴田のJRA通算100勝目となった。ダートで2連勝し、同年の桜花賞に出走したが武豊騎乗のシャダイカグラの2着に終わり、後に自著で「今の自分が乗っていれば、勝てた勝負だね。あのときはほんのちょっと、残り3ハロンとまではいかなくても、570メートルくらいで若さが出た。詰めが甘かった」と言うほど悔いの残るものであった。
ヤマニンゼファー
柴田にG1初制覇をもたらした。柴田とのコンビでは、安田記念と天皇賞・秋(共に93年)を制した。
マチカネタンホイザ
父は名種牡馬ノーザンテースト。母系も数々の名馬を輩出したスターロツチ系のため大変期待されていたが、血統に似合わぬズブさのため、大レースに出走するものの掲示板に載るのがやっとの有様であった。そして『一流半』の烙印を押された所で柴田に手綱が巡り、このコンビでアメリカジョッキークラブカップなど重賞を2勝した。なお、旧6歳（現5歳）秋にはジャパンカップを鼻出血で、有馬記念を蕁麻疹により連続で出走を取り消すという珍事件（いずれも柴田が騎乗する予定であった）を起こした。
タイキフォーチュン
1996年の第1回NHKマイルカップを優勝。勝ちタイム1分32秒6は、2004年にキングカメハメハに破られるまでのレースレコード。柴田が騎乗することの多い厩舎の一つである、高橋祥泰厩舎の管理馬。
オフサイドトラップ
サイレンススズカが故障を発生し競走中止となった1998年天皇賞（秋）の優勝馬。ナリタブライアンと同期で、8歳（現・7歳）の天皇賞制覇は史上初であり、当時最年長勝利記録だった。
キングヘイロー
1999年の東京新聞杯より手綱を取り、2000年高松宮記念を優勝。
ホットシークレット
2001年第115回目黒記念（GII）では、本来逃げ馬であるはずのこの馬を柴田の判断でわざと出遅れさせ、そのまま最後方から追い上げ、レコードタイムで勝利した。
プリエミネンス
1997年生まれのアフリート産駒。川崎の関東オークス(統一GIII)を初め、札幌のエルムステークス、浦和の浦和記念（統一GII）など各地の交流重賞8勝すべてを、柴田とのコンビで挙げた。牝馬ながら2002年のJBCクラシックではアドマイヤドンの2着になるなど、男勝りな面も見せ、国内で3年間タフに活躍した。アメリカで繁殖牝馬として過ごしたのち、帰国する。
サウスヴィグラス
柴田を主戦騎手とする高橋祥泰厩舎に所属した1996年生まれの外国産馬で、種牡馬エンドスウィープの代表産駒の1頭。7歳時、柴田を背にJBCスプリントを初め重賞8勝を挙げた。
オレハマッテルゼ
柴田にとって6年ぶりの中央GI勝利となった、2006年高松宮記念馬。馬主は個性的な馬名を付けることで有名な小田切有一。馬名の由来は石原裕次郎のヒット曲「俺は待ってるぜ」から。ゴール前で抜け出すと遊ぶ癖があり惜敗することが多かった。マイル戦を中心に使われてきた同馬にとって高松宮記念は初挑戦の1200m戦であったが、前記の癖を掴んでいた柴田は馬を騙すためにあえてマイルでのレース運びをし、勝利へ導いた。
マイネルスケルツィ
京都競馬場での初の重賞制覇をもたらした馬。
アサヒライジング
2006年のアネモネステークスより、当時騎乗停止中であった小林淳一から乗り替わりコンビを組む。優駿牝馬やヴィクトリアマイルでもコンビを組んで好走。
ナカヤマフェスタ
2010年のメトロポリタンステークスからコンビを組み、第51回宝塚記念で1番人気のブエナビスタを差し切り優勝。柴田にとって4年ぶりの中央GI勝利となった。コンビでは2戦2勝。
レインボーダリア
2012年のエリザベス女王杯にこの馬で挑戦し、1番人気のヴィルシーナをゴール前で振り切って優勝。柴田にとっては京都競馬場及び牝馬限定のGI競走初勝利となった。
ジャスタウェイ
2014年第64回安田記念にて、当初の同馬騎乗予定の福永祐一が騎乗停止処分中であったことによる騎乗。グランプリボスを鼻差で退け自身2度目の安田記念制覇、自身初の1番人気でGI勝利となった。2012年と13年の毎日王冠にも同馬に騎乗しており、いずれも2着。
デンコウアンジュ
コンビを組んで2戦目となった2019年福島牝馬ステークスに優勝。柴田にとって2年5か月ぶりの重賞制覇。小倉競馬場で施行された2020年の愛知杯にも優勝し、全10場重賞制覇に王手をかけることとなった。
ルーベンスメモリー
右目失明の重いハンデを抱えながら、オープンクラスまで昇格した競走馬として知られている。2006年のGIII・ダイヤモンドステークスなど、キャリア40戦中21戦に騎乗。

### GI・JpnI競走勝利一覧
出典はnetkeiba。斜字は地方GI級競走を指す。
- 1993年
  - 安田記念 - ヤマニンゼファー
  - 天皇賞（秋） - ヤマニンゼファー
- 1996年
  - NHKマイルカップ - タイキフォーチュン
- 1998年
  - 天皇賞（秋） - オフサイドトラップ
- 2000年
  - 高松宮記念 - キングヘイロー
- 2003年
  - JBCスプリント - サウスヴィグラス
- 2004年
  - ジャパンダートダービー - カフェオリンポス
- 2006年
  - 高松宮記念 - オレハマッテルゼ
- 2010年
  - 宝塚記念 - ナカヤマフェスタ
- 2012年
  - エリザベス女王杯 - レインボーダリア
- 2014年
  - 安田記念 - ジャスタウェイ

### 重賞競走優勝
出典はnetkeiba。
- 1988年
  - 中山牝馬ステークス - ソウシンホウジュ
  - 関屋記念 - ヒシノリフオー
  - 京王杯オータムハンデキャップ - ホクトヘリオス
- 1989年
  - 七夕賞 - バレロッソ
  - 牝馬東京タイムズ杯 - ルイジアナピット
  - テレビ東京賞3歳牝馬ステークス - ヤマタケサリー
- 1990年
  - 東京新聞杯 - ホクトヘリオス
  - 中山記念 - ホクトヘリオス
  - ダービー卿チャレンジトロフィー - ヤマノタンポポ
- 1991年
  - フラワーカップ - フラッシュシャワー
  - サンスポ賞4歳牝馬特別 - ヤマニンマリーン
  - ニュージーランドトロフィー4歳ステークス - ヴァイスシーダー
- 1992年
  - ダイヤモンドステークス - ミスターシクレノン
  - 根岸ステークス - ハッピィーギネス
  - 京成杯3歳ステークス - マイネルキャッスル
- 1993年
  - 京王杯スプリングカップ - ヤマニンゼファー
  - 新潟記念 - ブラウンビートル
- 1994年
  - アメリカジョッキークラブカップ - マチカネタンホイザ
  - 帝王賞 - スタビライザー
- 1995年
  - クリスタルカップ - コクトジュリアン
  - 高松宮杯 - マチカネタンホイザ
  - 新潟記念 - アイリッシュダンス
  - 京王杯オータムハンデキャップ - ドージマムテキ
  - フェアリーステークス - マックスロゼ
- 1996年
  - ダイヤモンドステークス - ユウセンショウ
  - 目黒記念 - ユウセンショウ
  - 毎日杯 - タイキフォーチュン
  - 京王杯オータムハンデキャップ - クラウンシチー
  - セントライト記念 - ローゼンカバリー
- 1997年
  - 中山記念 - キングオブダイヤ
  - クリスタルカップ - ワシントンカラー
  - 根岸ステークス - ワシントンカラー
- 1998年
  - 京成杯 - マンダリンスター
  - 青葉賞 - タヤスアゲイン
  - 根岸ステークス - ワシントンカラー
- 1999年
  - ガーネットステークス - ワシントンカラー
  - 東京新聞杯 - キングヘイロー
  - 中山記念 - キングヘイロー
  - フラワーカップ - サヤカ
  - ラジオたんぱ賞 - シルクガーディアン
  - フェアリーステークス - ベルグチケット
- 2000年
  - 京成杯 - マイネルビンテージ
  - フラワーカップ - マルターズスパーブ
  - 関東オークス - プリエミネンス
  - クイーン賞 - プリエミネンス
  - ステイヤーズステークス - ホットシークレット
- 2001年
  - 中山牝馬ステークス - エイシンルーデンス
  - マリーンカップ - プリエミネンス
  - 関東オークス - マイニングレディ
  - 目黒記念 - ホットシークレット
  - スパーキングレディーカップ - プリエミネンス
  - オールカマー - エアスマップ
- 2002年
  - 中山金杯 - ビッグゴールド
  - 根岸ステークス - サウスヴィグラス
  - 黒船賞 - サウスヴィグラス
  - ニュージーランドトロフィー - タイキリオン
  - マイラーズカップ - ミレニアムバイオ
  - マリーンカップ - プリエミネンス
  - かきつばた記念 - サウスヴィグラス
  - 京王杯スプリングカップ - ゴッドオブチャンス
  - 北海道スプリントカップ - サウスヴィグラス
  - マーキュリーカップ - プリエミネンス
  - クラスターカップ - サウスヴィグラス
  - エルムステークス - プリエミネンス
  - 富士ステークス - メイショウラムセス
- 2003年
  - 根岸ステークス - サウスヴィグラス
  - 東京新聞杯 - ボールドブライアン
  - 目黒記念 - トシザブイ
  - 北海道スプリントカップ - サウスヴィグラス
  - 彩の国浦和記念 - プリエミネンス
- 2004年
  - 目黒記念 - チャクラ
  - 七夕賞 - チアズブライトリー
  - 武蔵野ステークス - ピットファイター
- 2005年
  - ダービー卿チャレンジトロフィー - ダイワメジャー
  - 京成杯オータムハンデキャップ - マイネルモルゲン
  - 京王杯2歳ステークス - デンシャミチ
- 2006年
  - アメリカジョッキークラブカップ - シルクフェイマス
  - ニュージーランドトロフィー - マイネルスケルツィ
  - 京王杯スプリングカップ - オレハマッテルゼ
- 2007年
  - 京都金杯 - マイネルスケルツィ
  - フラワーカップ - ショウナンタレント
  - クイーンステークス - アサヒライジング
- 2009年
  - ダービー卿チャレンジトロフィー - タケミカヅチ
- 2010年
  - 新潟大賞典 - ゴールデンダリア
  - ラジオNIKKEI賞 - アロマカフェ
  - 七夕賞 - ドモナラズ
- 2011年
  - 共同通信杯 - ナカヤマナイト
  - ダービー卿チャレンジトロフィー - ブリッツェン
  - クラスターカップ - ドスライス
  - 新潟2歳ステークス - モンストール
  - セントライト記念 - フェイトフルウォー
- 2012年
  - オールカマー - ナカヤマナイト
- 2013年
  - 中山記念 - ナカヤマナイト
  - カペラステークス - ノーザンリバー
- 2014年
  - アイビスサマーダッシュ - セイコーライコウ
  - 新潟2歳ステークス - ミュゼスルタン
- 2015年
  - クイーンカップ - キャットコイン
- 2016年
  - サウジアラビアロイヤルカップ - ブレスジャーニー
  - 東京スポーツ杯2歳ステークス - ブレスジャーニー
- 2019年
  - 福島牝馬ステークス - デンコウアンジュ
- 2020年
  - 愛知杯 - デンコウアンジュ
- 2021年
  - 東京スプリント - リュウノユキナ
  - レパードステークス - メイショウムラクモ
  - クラスターカップ - リュウノユキナ

## 騎乗成績
|      |            | 日付          | 競馬場・開催  | 競走名                 | 馬名             | 頭数 | 人気 | 着順 |
| ---- | ---------- | ------------- | ------------- | ---------------------- | ---------------- | ---- | ---- | ---- |
| 平地 | 初騎乗     | 1985年3月9日  | 2回中山5日6R  | 4歳未勝利              | イズミサンエイ   | 14頭 | 4    | 5着  |
| 平地 | 初勝利     | 1985年4月7日  | 3回中山6日3R  | 4歳未勝利              | イズミサンエイ   | 13頭 | 3    | 1着  |
| 平地 | 重賞初騎乗 | 1987年4月26日 | 2回東京1日11R | 京王杯スプリングカップ | タイテールポ     | 18頭 | 13   | 15着 |
| 平地 | 重賞初勝利 | 1988年2月28日 | 2回東京2日11R | 中山牝馬ステークス     | ソウシンホウジュ | 8頭  | 7    | 1着  |
| 平地 | GI初騎乗   | 1987年5月17日 | 2回東京8日10R | 安田記念               | タイテールポ     | 19頭 | 13   | 17着 |
| 平地 | GI初勝利   | 1993年5月16日 | 2回東京8日10R | 安田記念               | ヤマニンゼファー | 16頭 | 2    | 1着  |
| 障害 | 初騎乗     | 1985年3月30日 | 3回中山3日5R  | 5歳以上未勝利          | タケチヨ         | 14頭 | 11   | 5着  |
| 障害 | 初勝利     | 1986年2月16日 | 1回東京8日5R  | 障害4歳以上400万下     | タツノエイカン   | 12頭 | 8    | 1着  |
| 障害 | 重賞初騎乗 | 1987年2月14日 | 1回東京5日10R | 東京障害特別(春)       | タツノエイカン   | 13頭 | 11   | 8着  |

### 年度別成績
※勝利数が太字になっている年は関東リーディングジョッキーを獲得したことを意味する。
| 年度   | 1着  | 2着  | 3着  | 騎乗数 | 勝率 | 連対率 | 複勝率 | 表彰                                                                      |
| ------ | ---- | ---- | ---- | ------ | ---- | ------ | ------ | ------------------------------------------------------------------------- |
| 1985年 | 12   | 13   | 11   | 134    | .090 | .187   | .269   | 民放競馬記者クラブ賞（新人騎手賞）                                        |
| 1986年 | 9    | 14   | 10   | 178    | .051 | .129   | .185   |                                                                           |
| 1987年 | 26   | 15   | 36   | 260    | .100 | .158   | .296   |                                                                           |
| 1988年 | 50   | 71   | 50   | 457    | .109 | .265   | .374   |                                                                           |
| 1989年 | 66   | 60   | 56   | 507    | .130 | .249   | .359   |                                                                           |
| 1990年 | 59   | 64   | 54   | 492    | .120 | .250   | .360   |                                                                           |
| 1991年 | 37   | 63   | 53   | 496    | .075 | .202   | .308   |                                                                           |
| 1992年 | 35   | 48   | 48   | 427    | .082 | .194   | .307   |                                                                           |
| 1993年 | 69   | 77   | 63   | 605    | .114 | .241   | .345   |                                                                           |
| 1994年 | 78   | 87   | 65   | 608    | .128 | .271   | .378   | 優秀騎手賞（勝利度数部門）                                                |
| 1995年 | 87   | 71   | 81   | 581    | .150 | .272   | .411   | 優秀騎手賞（勝率部門・賞金獲得部門） フェアプレー賞（関東）               |
| 1996年 | 80   | 68   | 77   | 704    | .114 | .210   | .320   | 優秀騎手賞（勝利度数部門） フェアプレー賞（関東）                         |
| 1997年 | 100  | 86   | 71   | 710    | .141 | .262   | .362   | 優秀騎手賞（勝利度数部門・賞金獲得部門）                                  |
| 1998年 | 109  | 95   | 74   | 757    | .144 | .269   | .367   | 優秀騎手賞（勝利度数部門）                                                |
| 1999年 | 105  | 111  | 81   | 793    | .132 | .272   | .375   | 優秀騎手賞（勝利度数部門・勝率部門・賞金獲得部門）                        |
| 2000年 | 71   | 55   | 42   | 548    | .130 | .230   | .307   | フェアプレー賞（関東）                                                    |
| 2001年 | 129  | 105  | 107  | 886    | .146 | .264   | .385   | 優秀騎手賞（勝利度数部門・賞金獲得部門）                                  |
| 2002年 | 120  | 85   | 96   | 842    | .143 | .243   | .357   | 優秀騎手賞（勝利度数部門・勝率部門・賞金獲得部門） フェアプレー賞（関東） |
| 2003年 | 119  | 121  | 104  | 898    | .133 | .267   | .383   | 優秀騎手賞（勝利度数部門・勝率部門・賞金獲得部門）                        |
| 2004年 | 145  | 134  | 110  | 940    | .154 | .297   | .414   | 優秀騎手賞（勝利度数部門・勝率部門・賞金獲得部門）                        |
| 2005年 | 106  | 107  | 95   | 804    | .132 | .265   | .383   | フェアプレー賞（関東）                                                    |
| 2006年 | 99   | 88   | 81   | 787    | .126 | .238   | .341   |                                                                           |
| 2007年 | 58   | 54   | 46   | 566    | .074 | .165   | .241   | フェアプレー賞（関東）                                                    |
| 2008年 | 56   | 74   | 71   | 743    | .112 | .197   | .274   | フェアプレー賞（関東）                                                    |
| 2009年 | 46   | 56   | 71   | 655    | .070 | .156   | .264   |                                                                           |
| 2010年 | 83   | 63   | 57   | 740    | .112 | .197   | .274   | フェアプレー賞（関東）                                                    |
| 2011年 | 47   | 58   | 48   | 635    | .074 | .165   | .241   | フェアプレー賞（関東）                                                    |
| 2012年 | 59   | 57   | 58   | 707    | .083 | .164   | .246   | フェアプレー賞（関東）                                                    |
| 2013年 | 44   | 44   | 59   | 643    | .068 | .137   | .229   |                                                                           |
| 2014年 | 48   | 44   | 57   | 595    | .081 | .155   | .250   |                                                                           |
| 2015年 | 45   | 42   | 54   | 583    | .077 | .149   | .242   |                                                                           |
| 2016年 | 36   | 48   | 41   | 588    | .061 | .143   | .213   | フェアプレー賞（関東）                                                    |
| 2017年 | 16   | 24   | 31   | 475    | .034 | .084   | .149   |                                                                           |
| 2018年 | 7    | 19   | 22   | 352    | .020 | .074   | .136   |                                                                           |
| 2019年 | 16   | 9    | 20   | 288    | .056 | .087   | .156   |                                                                           |
| 2020年 | 22   | 19   | 15   | 366    | .060 | .139   | .180   |                                                                           |
| 2021年 | 20   | 16   | 17   | 336    | .060 | .107   | .158   |                                                                           |
| 2022年 | 3    | 5    | 2    | 81     | .033 | .088   | .110   |                                                                           |
| 2023年 | 9    | 14   | 12   | 197    | .046 | .117   | .178   |                                                                           |
| 2024年 | 9    | 15   | 12   | 202    | .000 | .154   | .192   |                                                                           |
| 中央   | 2335 | 2309 | 2158 | 22176  | .105 | .209   | .307   |                                                                           |
| 地方   | 26   | 13   | 14   | 118    | .220 | .331   | .419   |                                                                           |

通算勝利記録
- 通算100勝 1989年1月28日東京4R サラ4歳新馬・ホクトビーナス
- 通算200勝 1990年9月23日中山5R サラ4歳未勝利・シルクメロディ
- 通算300勝 1993年2月13日東京5R サラ4歳新馬・ユーワロッキー
- 通算400勝 1994年7月24日新潟10R 麒麟山特別・ロイヤルハーバー
- 通算500勝 1995年9月23日中山9R 芙蓉S・シーズグレイス
- 通算600勝 1996年11月30日中山10R 葉牡丹賞・リックザブーツ
- 通算700勝 1997年11月9日東京10R TVKテレビ賞・ヘキウン
- 通算800勝 1998年10月11日東京2R サラ3歳新馬・フューチャアイドル
- 通算900勝 1999年10月16日東京4R サラ3歳新馬・ヤマニンサーパス
- 通算1000勝 2001年1月21日中山5R サラ3歳新馬・ティエッチコマンド
- 通算1100勝 2001年10月13日東京1R サラ2歳未勝利・サンターナズソング
- 通算1200勝 2002年8月17日新潟11R 瀬波特別・ケイアイミリオン
- 通算1300勝 2003年7月6日福島3R サラ3歳未勝利・ターフブレード
- 通算1400勝 2004年4月24日東京8R サラ4歳以上500万下・カラメルアート
- 通算1500勝 2004年12月12日中山7R サラ3歳以上500万下・スプリングドリュー
- 通算1600勝 2005年11月26日東京5R サラ2歳新馬・エフセイコー
- 通算1700勝 2006年10月29日東京5R サラ3歳以上500万下・タイセイハニー
- 通算1800勝 2008年6月29日福島2R サラ3歳未勝利・ヒロノグレガ
- 通算1900勝 2010年5月15日東京12R サラ4歳以上1000万下・ブライトアイザック
- 通算2000勝 2011年12月17日中山11R ディセンバーステークス・ナカヤマナイト
- 通算2100勝 2013年10月26日東京1R サラ2歳未勝利・ロマンシーズ
- 通算2200勝 2016年3月12日中山3R サラ3歳未勝利・ワイルドゲーム
- 通算2300勝 2021年3月14日中山7R 3歳1勝クラス・ユキノファラオ

（JRA騎手名鑑・地方競馬予想のウマニティ・競馬ラボより）

### 海外での騎乗成績
| 騎乗日         | 騎乗馬             | レース名               | 距離         | 着順  | 開催場                          |
| -------------- | ------------------ | ---------------------- | ------------ | ----- | ------------------------------- |
| 1995年12月10日 | ドージマムテキ     | 香港国際ボウル         | 芝 1400m     | 5/14  | 香港 沙田                       |
| 2002年3月23日  | ホットシークレット | ドバイシーマクラシック | 芝 2400m     | 7/15  | アラブ首長国連邦 ナド・アルシバ |
| 2011年9月11日  | ナカヤマナイト     | ニエル賞               | 芝 2400m     | 6/6   | フランス ロンシャン             |
| 2011年10月1日  | ナカヤマナイト     | ドラール賞             | 芝 1950m     | 10/11 | フランス ロンシャン             |
| 2023年2月23日  | リュウノユキナ     | リヤドダートスプリント | ダート 1200m | 6/9   | サウジアラビア KAA              |

## エピソード
中央GIを9勝していながら、クラシックのGIは未勝利で全て最高が2着あるが3歳限定GIはNHKマイルカップの勝利経験がある。
デビュー後、3年間は平地に加えて、障害競走にも騎乗していたことがある。通算成績は40戦2勝。デビューした1985年12月21日の中山大障害（秋）にスガノキングで障害重賞初騎乗を果たしている（結果は8頭中7着）。自分に向いていないと感じたことや騎乗予定だった馬の事故などがあり、障害免許の更新をしなかった。障害競走に騎乗したことで勉強できたこともあったと語っている
重賞4勝馬ワシントンカラーを始め、管理馬の数多くを柴田に騎乗依頼していた元調教師の松山康久は、柴田を「騎乗馬の状態判断が的確であり、義理堅く、丁寧なやりとりをしてくれている」と語っている。
高橋祥泰厩舎に実習に来た競馬学校2年時の田中博康（元騎手・現調教師）に、調教の仕方を教えたということもあった。柴田は「常に馬と会話をしながら乗りなさい」と教え、田中はその柴田を「本当に丁寧な調教をされる」と敬意をもって評している。また田中は「先輩騎手から技術を盗めるとしたら、どの騎手のどの部分が欲しい?」といった質問を受けた際も、「善臣さんのレースに行っての折り合いのつけ方」と回答している。
競馬が一番の趣味と断言する柴田は、プライベートにおいても趣味の人として知られる。2005年11月にはNHKBSの『にっぽん釣りの旅〜伝統のカモシで誘え 巨大ヒラマサ〜』にゲスト出演するなど、釣りの腕前はプロからも一目置かれている。番組内での釣果はゴマサバとマダイのみだったが、後日再挑戦に成功した。
2006年7月には、自身の次男・三男や、釣り仲間の谷中公一元調教助手・元騎手とともに、茨城県日立沖でメバル釣りに挑戦した。柴田は釣りと競馬を重ね合わせた勝負哲学を披露しながら、13匹という最大の釣果を挙げた。そして最後は騎乗馬のオレハマッテルゼを引き合いに出し「こんな楽しい乗船依頼なら、いつでもおれは待ってるぜ」という台詞で締めくくった。これは日刊スポーツの企画であったが、柴田はプライベートでも、7月・8月の新潟競馬開催期間に息子を連れて海へ出かけるなど、子煩悩な一面を見せている。
「どの釣りが好きか？」との問いに対しては「すべての釣りが好き。川でも海でも磯でも船でも。どんな釣りというより、普段の仕事・生活から離れて、自然の中で釣りに没頭する。その状況自体が好きなんだよね」と答えている。また、釣りなどで使う船を牽引するために牽引免許を取得するほどである。
おぎやはぎの愛車遍歴 NO CAR, NO LIFE!に出演した際には、騎手デビューしてから現在までの趣味の遍歴を、所有していた自動車になぞらえながら明かした
。本人によると少なくとも32台の自動車を所有し（但し本人曰く「これでも少なくとも数台は漏れている」と述べている）、自身の趣味である釣り、犬、鷹狩り、カートなど多彩な趣味に合わせてそれぞれに特化した自動車を購入している。2021年11月にグリーンチャンネルで放映された水曜馬スペ!「Go Go！ヨシトミ」に出演した際にはテスラ・モデルXを愛車として紹介している。
2009年には、次男の健登が翌年度の競馬学校騎手課程（29期生）に合格したことが発表された。また同年、三男の陸樹がジョッキーベイビーズの関東地区予選に出場したが最下位に敗れた。翌年の競馬学校入学式では健登が力強く生徒宣誓の大役を務め上げ、騎手会長で来賓として出席した善臣も報道陣から健登に対してのコメントを求められた際には「3年間を耐えられないようじゃダメだし、騎手にもなれない。しっかり頑張って欲しい」と辛口のエールを送っていたが、その後に向けられた息子との記念写真のカメラの前では相好を崩した。しかし健登は2012年に競馬学校を一度退学したが、2013年度に進路を厩務員課程に変更して再入学し、課程終了後に厩務員として活動するようになった。三男の陸樹もかつては競馬学校を受験するも不合格となり、その後2020年にオートレーサー選手養成所の入所試験に合格した。
動物好きの柴田は猛禽類も愛し、以前はハヤブサの「ピー」を飼っていたが、野生に帰った（逃げられた）為、現在はノスリの「クー」ほか、計2羽の鷹を飼っている（しかし騎手会長職等の多忙さから今は手元にいない）。2010年に月刊誌UMAJINが企画した騎手からの年賀状では、鷹匠としての柴田の姿のみが印刷され、馬はどこにも写っていない。また、妻が中心ではあるが犬のブリーディングも手掛け、休日（平日）にはドッグショーにも参加し、自らハンドリングもする。代表格の「ジェリタ」を初め、犬達の名前はバリ島に傾倒する夫人により名付けられ、それぞれインドネシア語に由来する。2006年FCIアジアインターナショナルドッグショーにて愛犬のサルーキー（チタチタ）がBOB（ベストオブブリード）を獲得した。2024年時点は「2匹の犬が生活の中心」と言われているほど。
柴田自身もワインについて造詣が深く、ワインの同好会に参加するほか、自身のブログの中でワインを選ぶ際のポイントや、愛用のワイングラス「ロブマイヤー・バレリーナ」について述べている。さらに趣味は多岐に渡り、2008年秋には当時日本に1台も輸入されていなかったイタリア製の三輪スクーター、ジレラFUOCO500ieを購入したことをブログで取り上げていた。ブログはその後「騎手会長の仕事がかなり忙しくなってきたため」休止していたが、2011年7月12日にアメーバブログにて再度開設されている。
2006年6月14日のプロ野球、千葉ロッテマリーンズ - 横浜ベイスターズ戦では始球式のプレゼンターを務めた。当日は背番号「ヨシトミ」のロッテのユニフォームを着用。競馬（関東のGI）のファンファーレが流れる中、一塁側外野のグラウンド入り口から馬に跨って登場。ストレートで石井琢朗から空振りを奪ったその始球式は、実況の矢野吉彦アナウンサーが、自分が見た始球式の中でベスト3に入ると絶賛するほどであった。2008年にも千葉マリンスタジアムでの始球式を行ったが、これは前回のストレートとは異なりワンバウンドであり、本人もあまり満足していなかった。なお、柴田以外では田中勝春と後藤浩輝がこの時に投げている。
ただし多趣味であるが、それぞれの趣味に費やす時間がないとし、2020年1月にはインタビューにおいて自ら「最新の趣味はワイン、車、犬」であると述べている。
一番の趣味でもあり本職でもある騎手稼業では、前述した持病の腰痛の悪化により大幅に勝ち星を減らしていたが、腰の手術や騎手会長の重責からの解放などが重なり、2010年には自身初のJRA重賞3週連続制覇を達成するなど復調を見せた。この時の腰の痛みはかなりのもので、2009年1月に騎乗停止処分を受けた日には、酒の席であまりの痛みに耐えきれず店から病院に向かい手術を受けるほどだった。手術からの復帰後初のGI勝ちとなった宝塚記念では、入線時に左手を小さく握り喜びを表現しただけで、インタビューでも「忘れたころにやりました」と言葉少なだったものの、G3七夕賞の入線後は派手なガッツポーズを見せ、勝利騎手インタビューでは勝ち馬名のドモナラズにかけ「どうにかなった」と駄洒落を言った、次走がそれまで自身が騎乗をしたことがない小倉競馬場で行われる小倉記念と知ると「やった、引退前に小倉に行ける」と周囲を笑わせた。

## テレビ出演
- スポーツうるぐす（1998年、日本テレビ）
- にっぽん釣りの旅（2005年、NHK BShi、BS2）
- チャンス（2010年、NHK総合、BShi） - 本人役として特別出演。
- おぎやはぎの愛車遍歴 NO CAR, NO LIFE!（2013年2月27日、BS日テレ）
- ヨシトミに相談だ!（2023年10月8日、釣りビジョン）

## 著書
- 善臣の仕事（アスペクト ISBN 4757201036）
- 素顔のままで 善臣の仕事2（アスペクト ISBN 4757204620）

## 連載
- 日刊スポーツ「ヨシッ!!トミ」
- 東京スポーツ「人生相談!ヨシトミ先生に聞け」